# Nederlandse Vereniging tot Afschaffing van Alcoholhoudende Dranken
De Nederlandse Vereniging tot Afschaffing van Alcoholhoudende Dranken, kortweg de Blauwe Knoop of de blauwe NV of nog korter de NV genoemd, was een in 1842 opgerichte vereniging van geheelonthouders onder de naam Nederlandsche Vereeniging tot Afschaffing van Sterken Drank.  De vereniging had aanvankelijk een protestants-christelijk karakter, maar kreeg op het einde van de 19e eeuw een meer sociaaldemocratische inslag.

## Geschiedenis

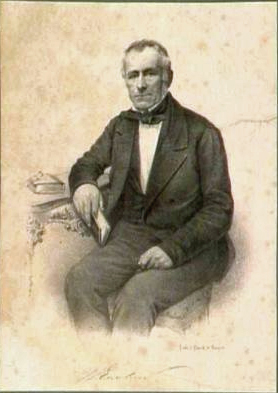
Willem Egeling (1791-1858), arts te Haarlem, oprichter en eerste voorzitter van de vereniging

In 1842 werd de Nederlandsche Vereeniging tot Afschaffing van Sterken Drank opgericht. In 1844 verkregen de drie oprichters W. Egeling, arts te Haarlem, T.C.R. Huydecoper, predikant te 's-Gravenhage, en J. Stuart, grondbezitter te Velzen, koninklijke toestemming tot het oprichten van de vereniging. Zij werden verkozen tot respectievelijk president, thesaurier en secretaris van de vereniging. Het was de eerste landelijke vereniging  die zich richtte tegen het gebruik en misbruik van sterke drank, waaronder alle Nederlandse en buitenlandse gedistilleerde dranken werden verstaan. Uit het buitenland betrof het bijvoorbeeld rum, Franse brandewijn, arak en allerlei likeuren. In Nederland was het met name de jenever, door de gebruikers vergoelijkend jenevertje genoemd, die als het kwaad beschouwd werd.    

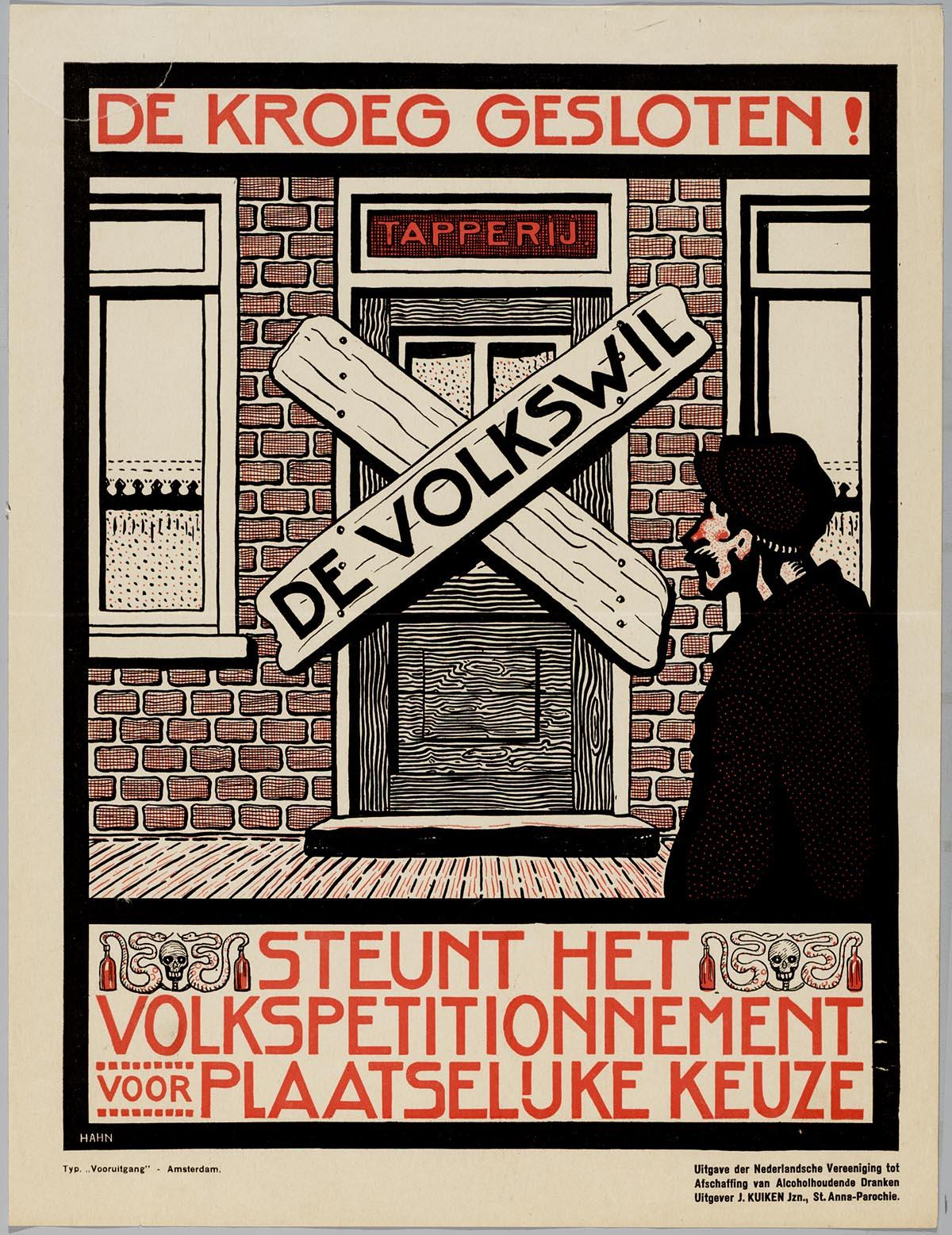
Affiche ter ondersteuning van het door de "NV" geïnstigeerde volkspetionnement voor plaatselijke keuze.

Drankmisbruik was in die tijd nauw verbonden met de vaak armoedige werk- en woonomstandigheden van de volksklassen, waardoor veel mannen in de drank vluchtten en hun gezinnen daarmee in nog groter en niet alleen financiële problemen brachten. De strijd van de vereniging ging dus niet tegen dranken als bier en wijn. Bier was betrekkelijk goedkoop, in de ogen van sommigen ook gezond, en er werden in sommige plaatsen zelfs bierhuizen opgericht, als een soort remedie tegen het jeneverdrinken.
Vóór de oprichting van de Nederlandsche Vereeniging tot Afschaffing van Sterken Drank waren er wel instellingen en verenigingen die met een ruimere doelstelling maar ook vaak uitsluitend regionaal zich richtten tegen het tamelijk wijdverbreide drankmisbruik. Onder andere de Maatschappij tot Nut van 't Algemeen richtte zich al rond 1800 tegen het zogenaamde ‘morgenslokjen’.
De NV was in de periode tot het einde van de negentiende eeuw een overwegend protestants-christelijke organisatie. Later ontstonden in de zeker tot na de Tweede Wereldoorlog sterk verzuilde Nederlandse samenleving allerlei verenigingen voor drankbestrijding op humanistische, communistische, liberale, christelijke en katholieke grondslag. Al die verenigingen samen hadden rond de eeuwwisseling van de negentiende op de twintigste eeuw zeker 20.000 leden.
In de jaren negentig van de negentiende eeuw vonden er belangrijke ontwikkelingen plaats in de Nederlandse Vereniging. Allereerst ontwikkelde de vereniging zich tot een beweging met een meer sociaaldemocratische inslag, min of meer aanleunend aan de SDAP, die immers ook streefde naar verheffing van de arbeidersklasse. Het betekende ook dat de vereniging zich meer ging interesseren voor andere maatschappelijke vraagstukken dan drankmisbruik alleen.
Daarnaast dringt onder invloed van jongere leden steeds meer de opvatting de vereniging binnen dat geheelonthouding een beter middel tot drankbestrijding is. Na de nodige strijd werd de vereniging in 1899 omgezet in een geheelonthoudersvereniging: de Nederlands(ch)e Vere(e)niging tot Afschaffing van Alcoholhoudende Dranken.
In de jaren daarna zette zich een sterke groei van het ledental van de NV in.  Zo telde de vereniging in 1914 meer dan 19.000 leden. Van het verenigingsblad De Blauwe Vaan dat vanaf 1904 wekelijks verscheen, was de oplage in hetzelfde jaar meer dan een miljoen. Na een kleine inzinking in de Eerste Wereldoorlog liep het ledenaantal weer op tot 22.000 in 1922.
Daarna zette een daling in die zich in en na de Tweede Wereldoorlog in snel tempo doorzette onder invloed van sterk veranderende maatschappelijke  toestanden, wat in leidde tot een fusie met de Snelverkeers Onthouders Vereniging (SOV) en de Nederlandse loge van de Internationale Orde van Goede Tempeliers (IOGT). De fusievereniging ging verder als de Algemene Nederlandse Drankbestrijders Organisatie (ANDO) met als verenigingsblad Nuchter Bekeken.
Het aantal leden van de ANDO bedroeg in 2014 nog slechts enkele honderden, voornamelijk ouderen.

## Jeugdorganisatie
Rond 1900 werd de behoefte onder jongeren van alle gezindten en overtuigingen aan een eigen al of niet zelfstandige jeugdorganisatie steeds groter. Zo ontstond in 1906 de Kwe(e)kelingen Geheelonthoudersbond (KGOB), waarin de idee van geheelonthouding sterk symbolisch was voor het ideaal van een totale vernieuwing van mens en maatschappij en een rechtvaardiger samenleving zonder armoede en ellende. In 1912 werd de Jongelieden Geheelonthouders Bond (JGOB) opgericht die zich, anders dan de KGOB, ook richtte op de niet-studerenden en de arbeidersjeugd.
Beide verenigingen (er waren ook andere jeugdbonden) vonden geen genade in de ogen van de Nederlandse Vereniging tot Afschaffing van Alcoholhoudende Dranken,  die een gevaar zag in ‘ongeleide’ zelfstandige jeugdbonden. Omdat er toch behoefte was aan een jeugdbond werd In 1919 de Jeugdbond voor Onthouding (JVO) opgericht, waarbij de NV een flinke vinger in de pap hield via een oudere die als leider zitting had in elk afdelingsbestuur. De JVO, die met name in Friesland veel aanhang kreeg, groeide in korte tijd uit tot een bloeiende vereniging met ongeveer 5000 leden. Deze had vanaf 1930 in Appelscha een groepsaccommodatie, Ús Blau Hiem, die tot 2011 bestaan heeft.
Vergelijkbaar met de oprichting van de JVO was in 1920 het ontstaan van de sociaaldemocratische Arbeiders Jeugd Centrale (AJC) als jongerenbond van de SDAP. De AJC probeerde enkele malen tot een fusie te komen met de JVO, maar die pogingen liepen aanvankelijk op niets uit. Na de Tweede Wereldoorlog kwam het er ten slotte toch van, al was er vooral in Friesland bij de JVO veel weerstand. Veel JVO-leden die zich niet wilden binden aan een bepaalde partijpolitiek, verlieten de fusievereniging  en stichtten de Vrije Jeugdbeweging (VJB) die, zoals de JVO vroeger, een nauwe band onderhield met de NV. In 1950 ging de gedecimeerde JGOB in de VJB op.
Omstreeks 1970 werden zowel AJC als VJB opgeheven.

## Blauwe knoop
Blauw was de kleur van de drankbestrijdingsorganisaties, ook internationaal. Bij bijeenkomsten en in optochten werden blauwe vlaggen meegedragen. Leden van geheelonthoudersverenigingen droegen vaak een blauw insigne, een blauwe knoop, en werden ook vaak aangeduid als ‘ridders van de blauwe knoop’ of ‘blauwe knopers’. 'Van de blauwe knoop zijn' betekent bewust geen alcohol drinken, oftewel geheelonthouder zijn. Mensen die lid waren van een beweging om drankmisbruik tegen te gaan, droegen als symbool een 'blauwe knoop' op hun revers.